# Aleksander Landau (zm. 1943)
Aleksander Landau (ur. ?, zm. 1943) – polski pianista pochodzenia żydowskiego.

## Życiorys
Urodził się w pierwszych latach XX wieku w rodzinie żydowskiej, prawdopodobnie w Tomaszowie Mazowieckim i spowinacony był ze znaną rodziną miejscowych przemysłowców – Landsbergów. Miał dwóch braci: Stefana i Edwarda.
Przez kilka lat uczył się w Konserwatorium Warszawskim (klasa fortepianu) u prof. Henryka Melcera-Szczawińskiego, studiów muzycznych jednak nie ukończył. Od 1928 do kwietnia 1931 pracował jako urzędnik w Spółce Akcyjnej Fabryk Sukna „H. Landsberg”. Następnie mieszkał w Warszawie, gdzie zajmował się handlem węglem, a od jesieni 1934 we Lwowie, gdzie trudnił się sprzedażą stołów bilardowych.
Przyjaźnił się z Jarosławem Iwaszkiewiczem, którego poznał 23 września 1924 roku. Utrzymywał kontakty ze środowiskiem skamandrytów, a także ze Zbigniewem Uniłowskim, Jerzym Libertem i Romanem Jasińskim. Postać Aleksnadra Landaua pojawia się w korespondencji Jerzego Liberta, a także listach Pawła Hertza do Jarosława Iwaszkiewicza. W archiwum Muzeum im. Anny i Jarosława Iwaszkiewiczów w Stawisku, zachowało się również 55 listów Aleksandra Landaua do Anny i Jarosława Iwaszkiewiczów z lat 1925–1936.
Zginął w 1943 w getcie warszawskim, w bliżej nieznanych okolicznościach.

## Upamiętnienie
Jarosław Iwaszkiewicz wspomina Aleksandra Landaua jako Olka w swoim wierszu pt. Stary poeta. Landau pojawia się również jako Aleksander w Odach olimpijskich, Iwaszkiewicza z 1948 roku. Był również pierwowzorem bohatera, nieskończonego opowiadania Iwaszkiewicza pt. Nieważni ludzie, nieważne sprawy. 
Przyjaźń Landaua i Iwaszkiewicza opisał  Robert Papieski w książce Oblicza Iwaszkiewicza.
Korespondencja Landaua do Jarosława i Anny Iwaszkiewiczów została wydana w 2020 roku pt. Ważni ludzie, ważne sprawy. Listy do Jarosława Iwaszkiewicz (redakcja Robert Papieski).
Robert Papieski poświęcił również Landauowi artykuł pt. Mężczyzna z papugą na ramieniu na łamach Twórczości (nr 2 (2020), s. 56-63).  